# Kermesbeeren
Die Kermesbeeren (Phytolacca) sind eine Pflanzengattung innerhalb der Familie der Kermesbeerengewächse (Phytolaccaceae). Der deutsche Trivialname Kermesbeeren stammt vom persischen Wort قرمز qermez für rot.

## Beschreibung

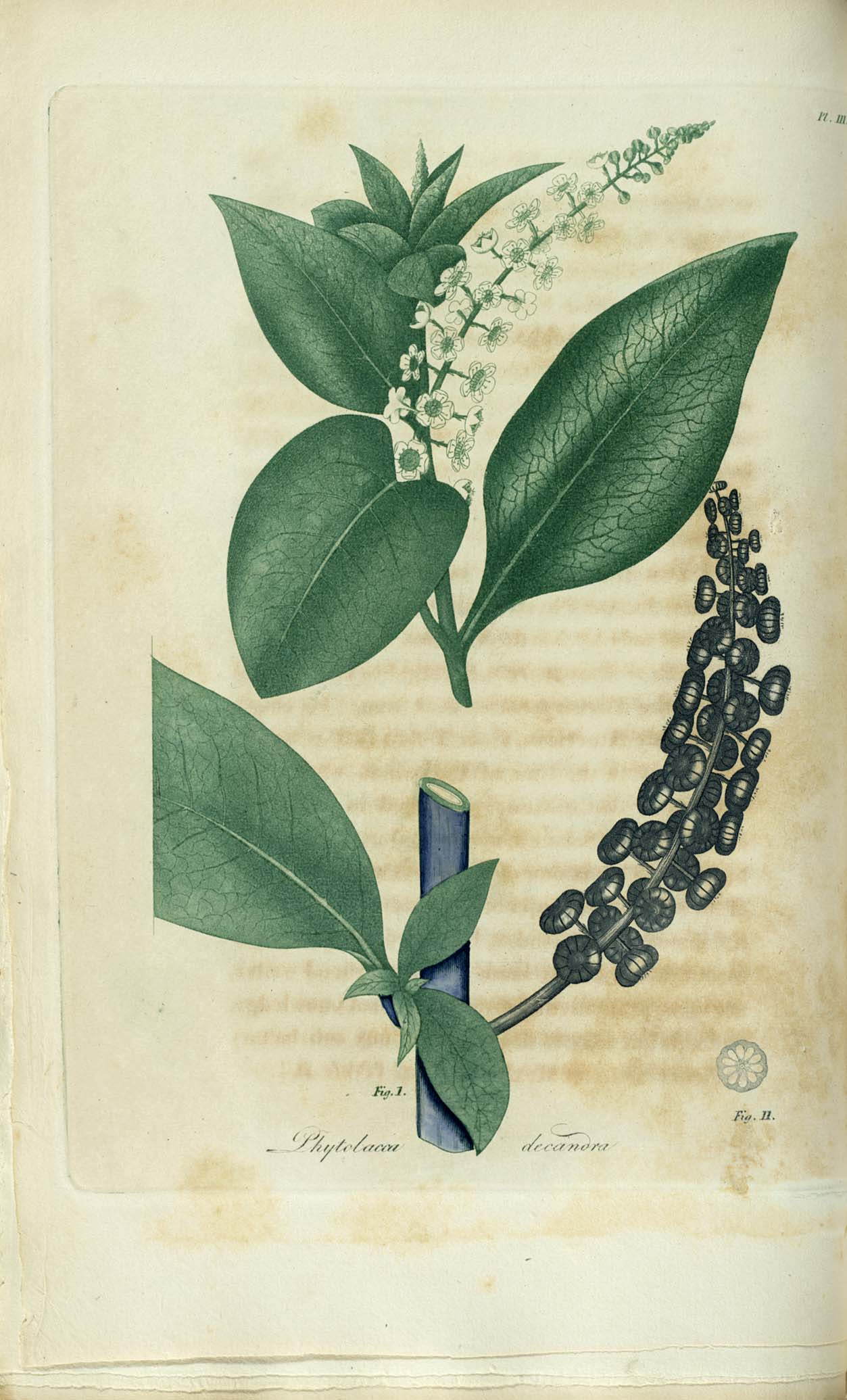
Illustration der Amerikanischen Kermesbeere (Phytolacca americana)

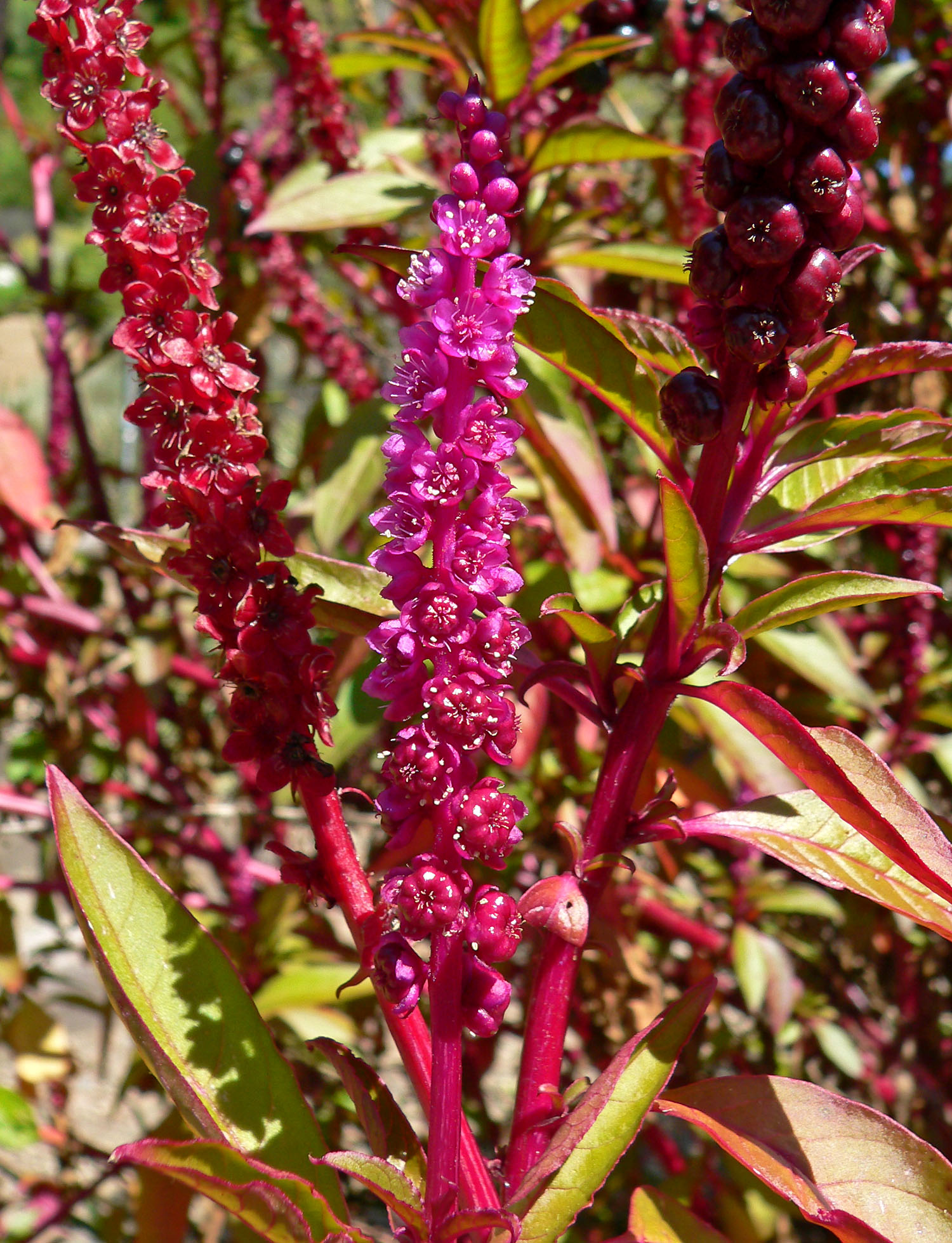
Phytolacca icosandra mit Blüten- und Fruchtständen

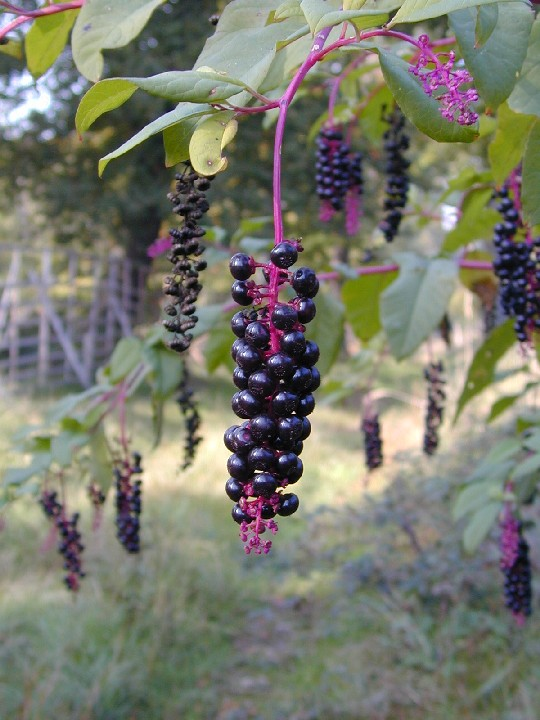
Amerikanische Kermesbeere (Phytolacca americana) mit hängenden Fruchtständen

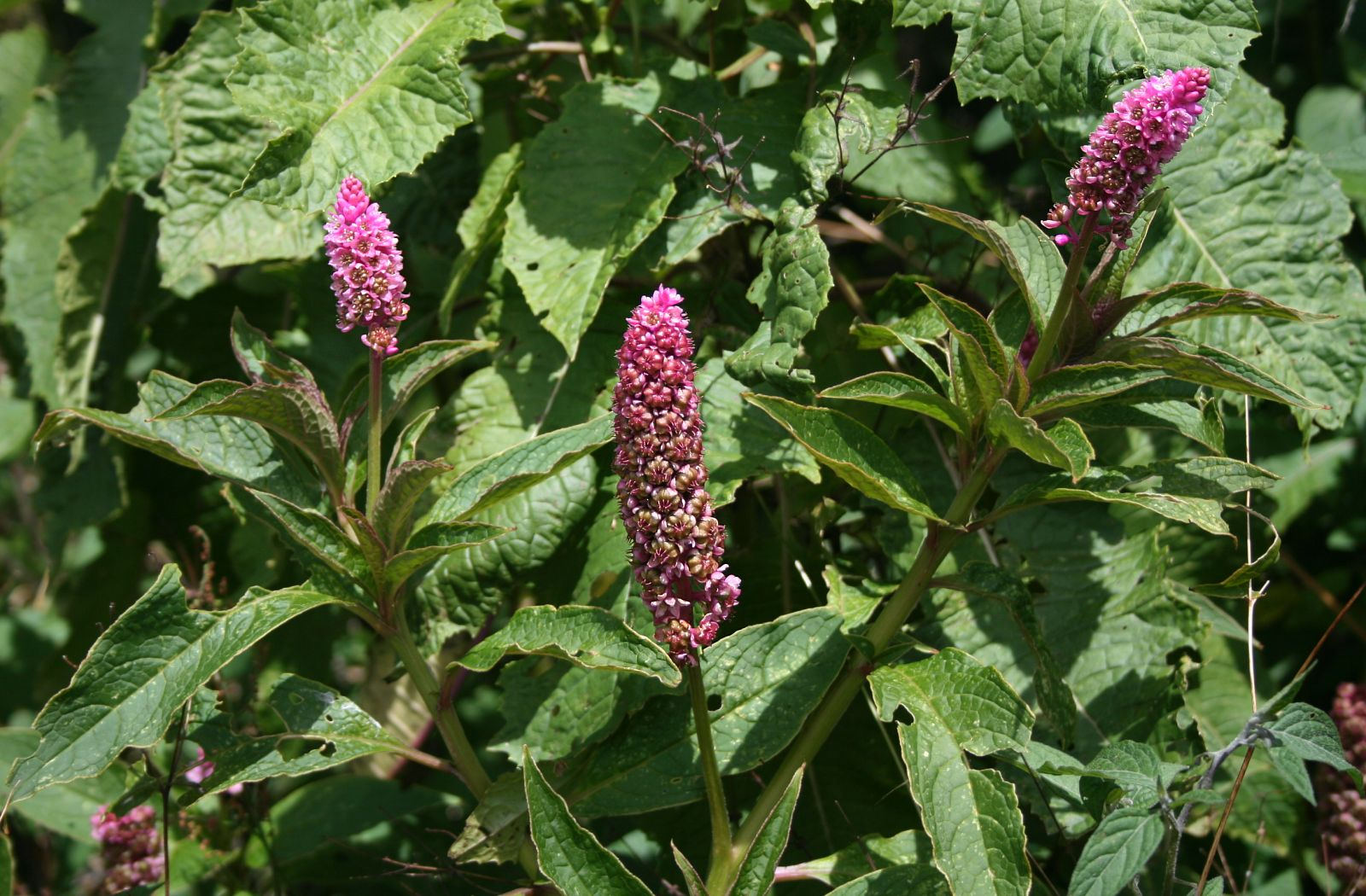
Habitus, gestielte einfache Laubblätter und Blütenstände von Phytolacca rugosa

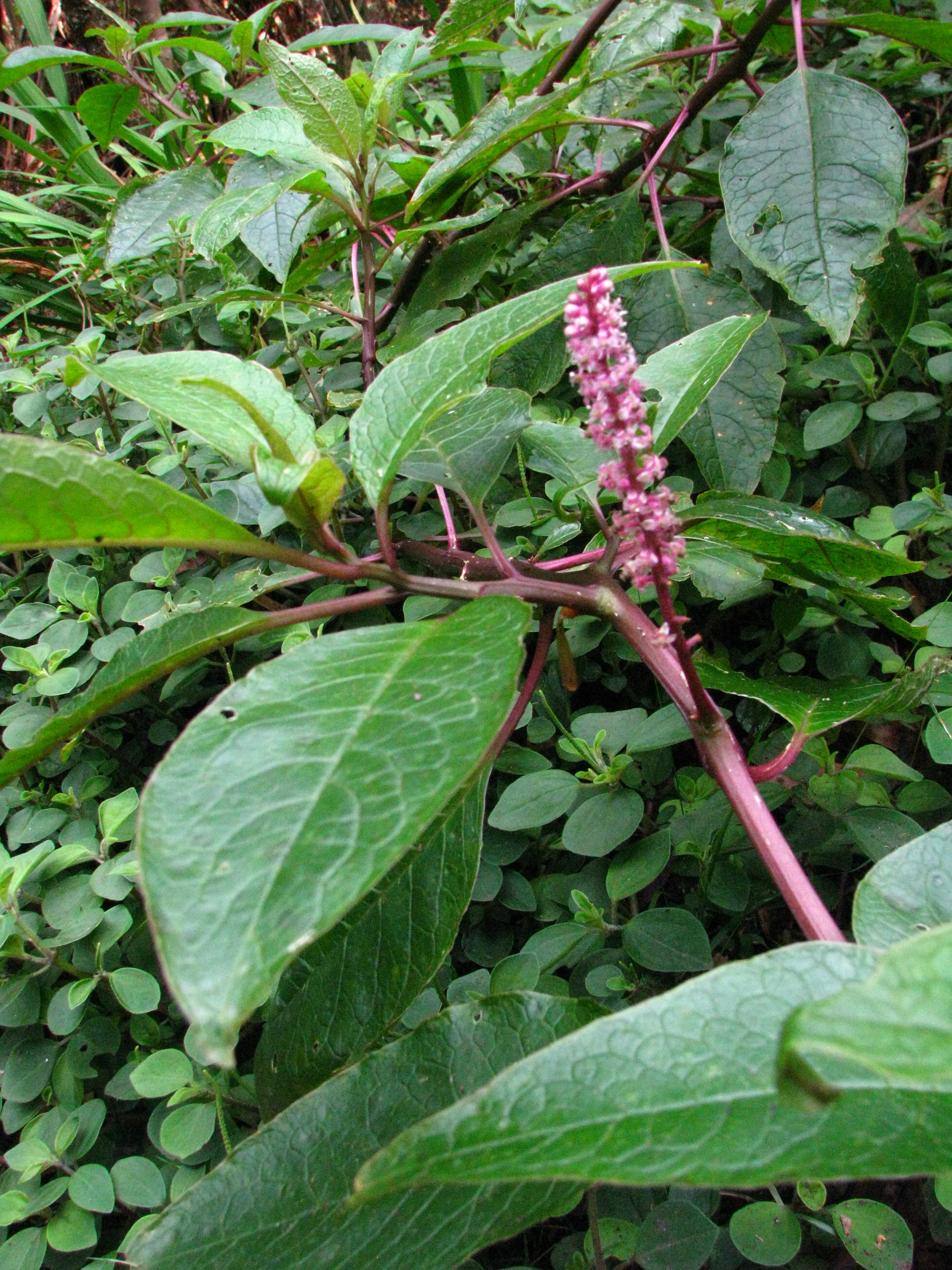
Habitus, gestielte einfache Laubblätter und Blütenstand von Phytolacca sandwicensis

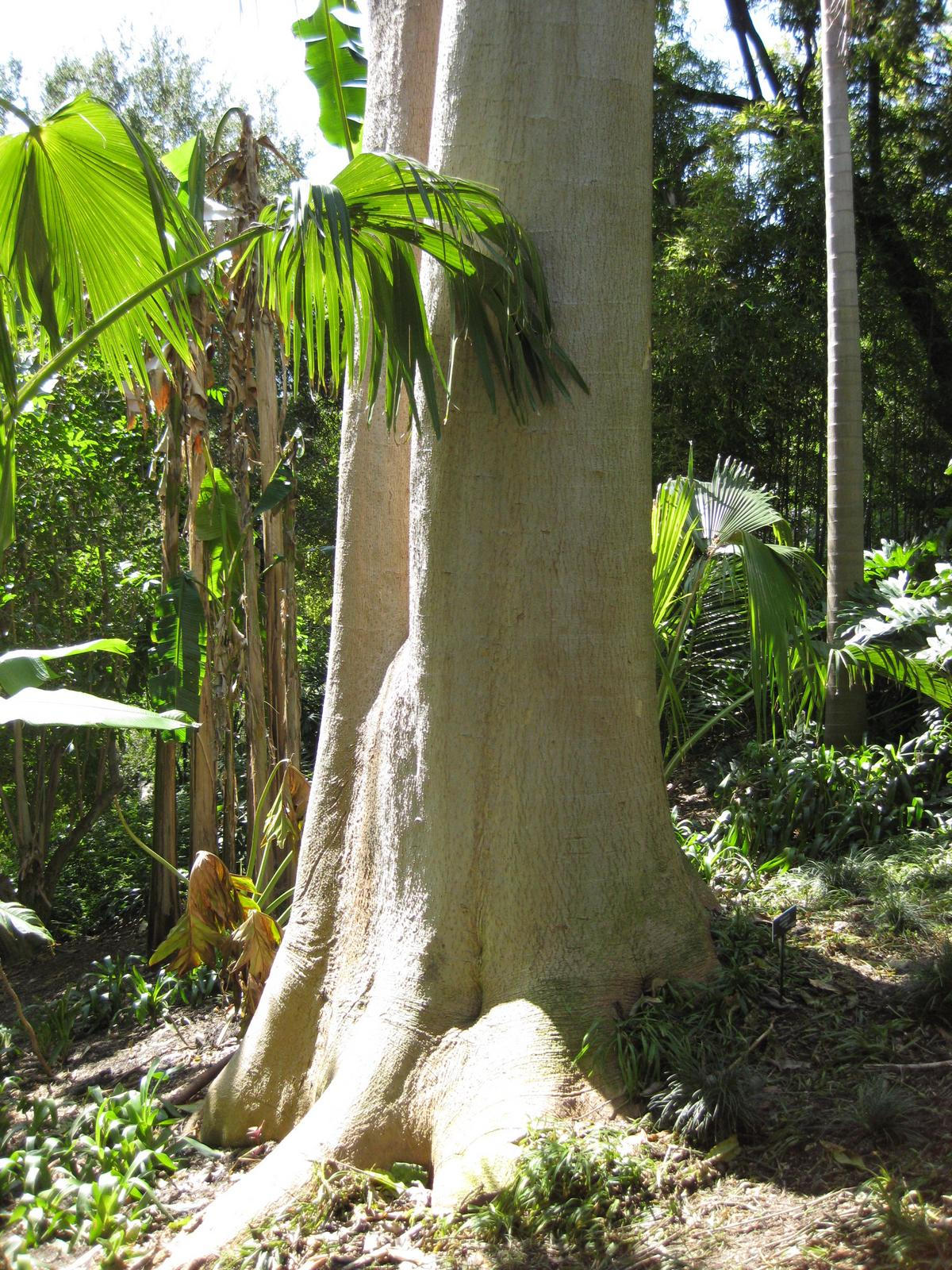
Stamm von Phytolacca weberbaueri

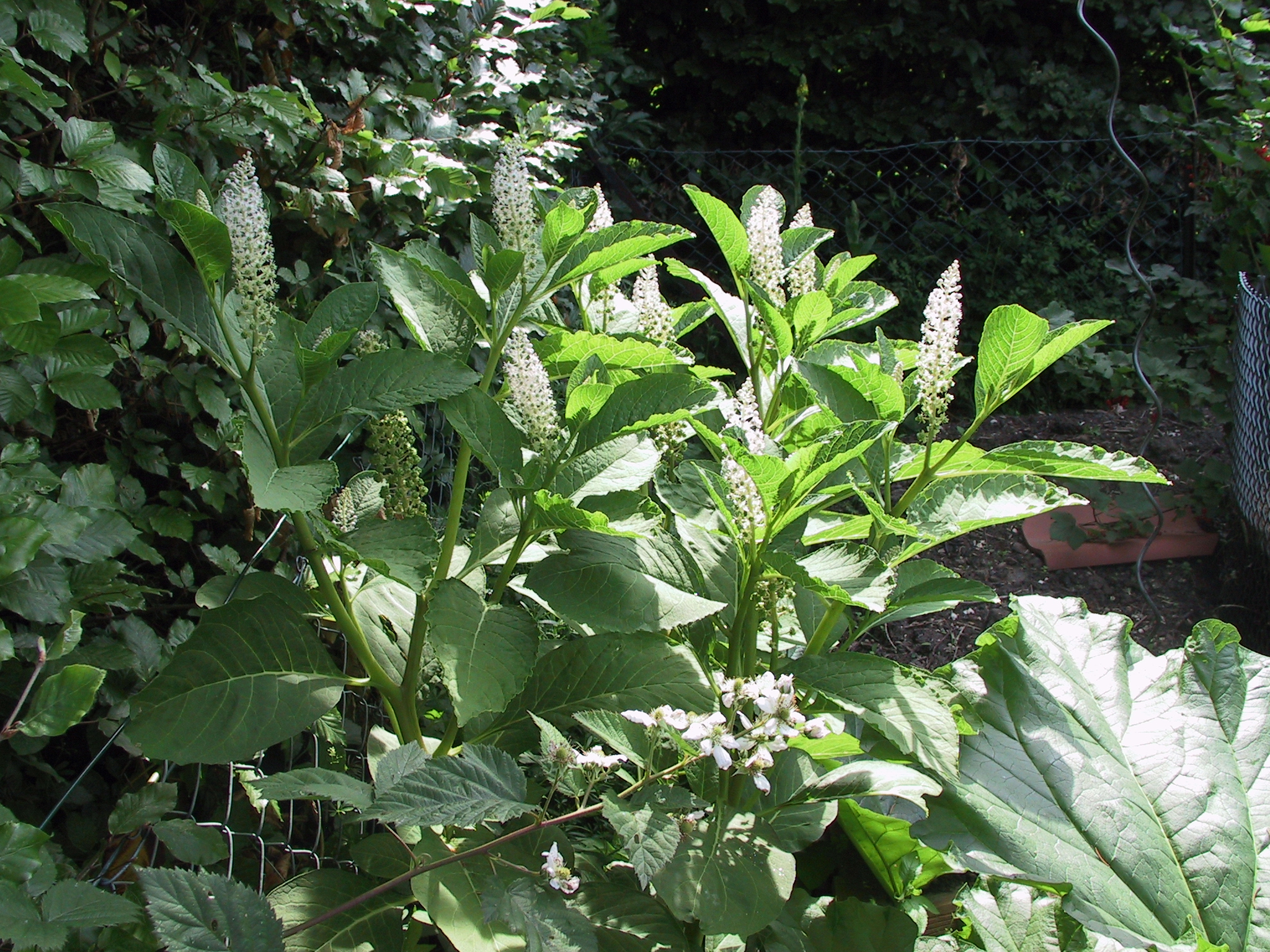
Habitus und Blütenstände der Essbaren Kermesbeere (Phytolacca acinosa); sie ist in Mitteleuropa eine invasive Pflanze.

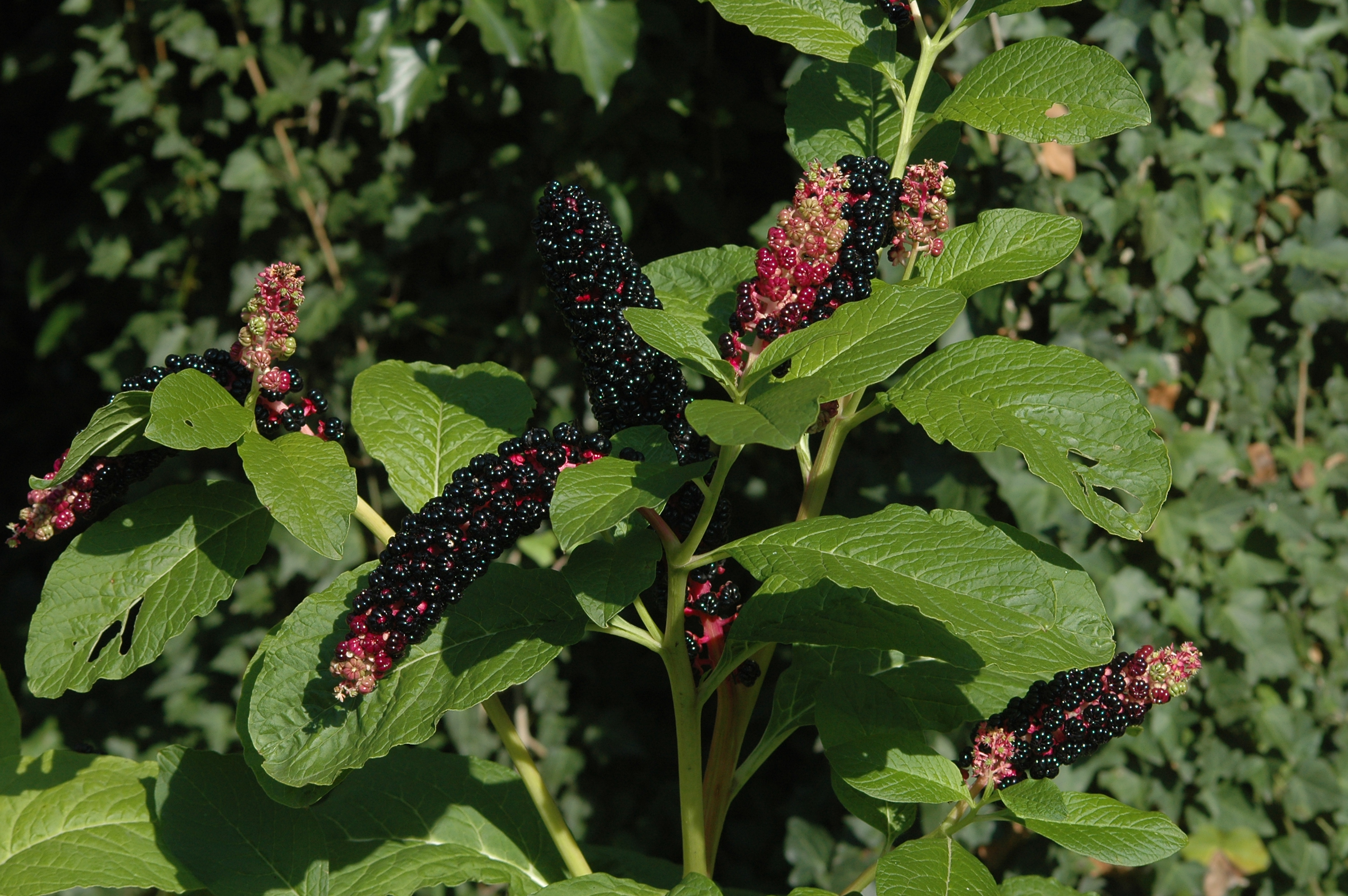
Die aufrecht stehenden Fruchtstände der Essbaren Kermesbeere (Phytolacca acinosa) mit den abgeflachten Beeren

### Erscheinungsbild und Blätter
Bei Phytolacca-Arten handelt es sich meist um ausdauernde krautige Pflanzen, selten Sträucher oder Bäume, die Wuchshöhen von etwa 1 bis 2 Metern erreichen. Der meist aufrechte, selten kletternde, bleistiftförmige, gefurchte oder kantige Stängel ist manchmal rötlich. Neben jungen Stängeln sind manchmal die Blütenstände behaart, sonst sind die Pflanzenteile unbehaart. Die Wurzeln sind meist dick und fleischig. Die meist gestielten Laubblätter haben eine einfache Blattspreite.

### Blütenstände und Blüten
Fünf bis hundert gestielte oder ungestielte Blüten stehen in endständigen oder den Blättern gegenüberstehenden, traubigen, ährigen oder zymösen Blütenständen zusammen.
Die meist zwittrigen Blüten sind radiärsymmetrisch und fünfzählig. Es sind nur fünf bis manchmal acht Blütenhüllblätter vorhanden; sie sind während der Blütezeit meist grünlich-weiß und vergrößern sich und werden rot während der Fruchtentwicklung. In ein oder zwei Kreisen stehen meist zehn (6 bis 33) Staubblätter; sie sind frei oder an ihrer Basis verwachsen und können aus der Blütenhülle herausragen oder nicht. Es sind 5 bis 16, selten bis zu 30 Fruchtblätter vorhanden; sie sind frei oder verwachsen. Wenn die Fruchtblätter verwachsen sind, dann ist der Fruchtknoten fast kugelig. Es sind gleich viele freie, pfriemförmige Griffelchen (Stylodien) wie Fruchtblätter vorhanden.

### Früchte und Samen
Als Früchte werden meist fleischige, abgeflachte Beeren, mit meist sechs bis zwölf (selten bis zu 30) Samen, gebildet, die bis zu gleich viele Lappen besitzen wie Fruchtblätter daran beteiligt sind; oder es werden einsamige, achänenähnliche Früchte gebildet. Die schwarzen, glänzenden Samen sind nierenförmig bis zusammengedrückt mit einer harten, zerbrechlichen, unbehaarten Testa.

## Systematik und Verbreitung
Die Verbreitung der Gattung Phytolacca ist fast kosmopolitisch, allerdings sind die meisten Arten ursprünglich in Südamerika heimisch, insgesamt gibt es in der Neuen Welt mehr Arten als in der Alten Welt; nur wenige Arten haben ihre natürliche Heimat in Afrika oder Eurasien. Einige Arten sind weltweit invasive Pflanzen. Kermesbeeren-Arten (Phytolacca) kommen überwiegend im tropischen bis subtropischen Raum und in Weinbaugebieten vor. Verwilderte Arten sind auf der ganzen Welt zu finden.
Die Gattung Phytolacca wurde durch Carl von Linné aufgestellt. Der botanische Gattungsname Phytolacca kommt zum Teil vom griechischen Wort φυτόν (phyton) für „Pflanze“ und zum anderen vom lateinischen lacca für „Lack“ und bezieht sich auf das Aussehen der Beeren. Ein Synonym für Phytolacca L. ist Pircunia Bertero ex Ruschenb.
Die Bestimmung der Arten ist schwierig, dies führte zu vielen Synonymen.
Es sind etwa 25 bis 35 Phytolacca-Arten bekannt, hier eine Auswahl:
- Phytolacca abyssinica Hoffm.: Heimat ist Afrika.
- Essbare Kermesbeere, Speise-Kermesbeere oder Asiatische Kermesbeere (Phytolacca acinosa Roxb., Syn.: Phytolacca esculenta Van Houtte, Phytolacca pekinensis Hance): Sie ist ursprünglich in China, Bhutan, Indien, Japan, Korea, Myanmar, Sikkim und Vietnam weitverbreitet.[3] In Süd- bzw. Mittelamerika ist sie ein Neophyt.[2] Sie wird als Heilpflanze verwendet.[3]
- Amerikanische Kermesbeere (Phytolacca americana L., Syn: Phytolacca decandra L.): Sie ist vom östlichen Kanada und den Vereinigten Staaten[2] bis Mexiko verbreitet und kommt in Bolivien vor.[4]
- Phytolacca bogotensis Kunth: Sie ist in Südamerika von Kolumbien, Bolivien, Brasilien, Paraguay, Ecuador bis Peru und Argentinien weitverbreitet.[2][4]
- Phytolacca chilensis (Miers ex Moq.) H.Walter: Sie ist im südlichen Teil Südamerikas verbreitet.[4]
- Phytolacca clavigera W.W.Sm.: Heimat ist Südostasien.
- Zweihäusige Kermesbeere oder (in Südamerika) Ombú (Phytolacca dioica L.): Dieser Baum mit Wuchshöhen von bis zu 25 Metern ist in Südamerika von Bolivien, Ecuador, Paraguay, Uruguay, Brasilien, bis Argentinien und Peru verbreitet.[2][4]
- Phytolacca dodecandra L’Hér.: Sie kommt im tropischen und südlichen Afrika und in Madagaskar vor.[2] Für Äthiopien siehe Endod.
- Phytolacca heptandra Retz.
- Phytolacca heteropetala H.Walter: Die Heimat ist Mexiko.[4] Sie kommt eingeschleppt in Kalifornien und ist in Portugal ein Neophyt.[2]
- Phytolacca icosandra L. (Syn: Phytolacca octandra L.): Sie ist in der Neotropis von Mexiko über Zentralamerika und auf Karibischen Inseln bis Peru weitverbreitet.[2][4]
- Phytolacca japonica Makino: Sie ist in Japan, auf Taiwan und in den chinesischen Provinzen Anhui, Fujian, Guangdong, Hunan, Jiangxi, Shandong sowie Zhejiang verbreitet.[3]
- Phytolacca latbenia (Moq.) H.Walter
- Phytolacca meziana H.Walter: Sie kommt in Zentralamerika vor.[4]
- Phytolacca polyandra Batalin: Es ist die einzige Art, deren Heimat nur China ist: sie gedeiht in Höhenlagen von 1100 bis 3000 Meter in Gansu, Guangxi, Guizhou, Sichuan sowie Yunnan.[3]
- Phytolacca rivinoides Kunth & C.D.Bouché: Sie ist von Mexiko über Zentralamerika und auf Karibischen Inseln bis Südamerika weitverbreitet.[2][4]
- Phytolacca rugosa A.Braun & C.D.Bouché: Sie ist von Mexiko über Zentralamerika bis Bolivien, Kolumbien, Peru sowie Venezuela verbreitet.[4]
- Phytolacca sanguinea H.Walter: Sie ist in Kolumbien, Ecuador, Peru sowie Venezuela verbreitet.[4]
- Phytolacca tetramera Hauman: Sie ist im südlichen Teil Südamerikas verbreitet.[4]
- Phytolacca thyrsiflora Fenzl ex J.A.Schmidt: Sie ist in Brasilien, Kolumbien, in den Guyanas, Peru, Venezuela, im südlichen Teil Südamerikas und auf Karibischen Inseln verbreitet.[4]
- Phytolacca weberbaueri H.Walter: Sie kommt in Peru vor.[4]

## Invasive Arten
Keine der Arten ist in Mitteleuropa heimisch, sondern sie zählen in Mitteleuropa seit den 1990er Jahren zu den Neophyten. Den Kermesbeeren werden ausgeprägte negative ökologische Auswirkungen zugerechnet. Die Kermesbeere bildet dichte Bestände, die durch schnelles Wachstum, ein weitreichendes Wurzelsystem und eine hohe Reproduktionsrate begünstigt durch den Klimawandel gekennzeichnet sind. Sie konkurriert mit einheimischen Pflanzen um Licht, Wasser und Nährstoffe und kann diese verdrängen. Die Pflanze setzt Stoffe frei, die die Keimung und Entwicklung anderer Pflanzen hemmen, wodurch die Artenvielfalt der Vegetation reduziert wird. Nach forstlichen Pflegemaßnahmen kann die Kermesbeere die natürliche Waldverjüngung behindern und so die Entwicklung naturnaher Wälder stören. Die Pflanze ist für viele Weide- und Wildtiere giftig, was ihre Nutzung als Nahrungsquelle einschränkt und die Nahrungskette beeinflussen kann. Vögel nutzen die Früchte als Nahrung und verbreiten so die Samen, was die weitere Ausbreitung der Art fördert. Die Landauer Geoökologin Constanze Buhk warnt, „nach neueren Studien (2013) hätten selbst Buchen Schwierigkeiten, auf dem Boden, der von Phytolacca spec. belastet ist, überhaupt keimen zu können. Das mache sie dann entsprechend so konkurrenzstark und damit gefährlich“. „In vielen Gärten Süddeutschlands findet man sie inzwischen als ‚Dauer-Gast‘.“ Die Ausbreitung setzt sich unvermindert fort (2025) und befällt neben Gärten und Parks auch land- und forstwirtschaftliche Flächen mit einer Gefährdung des ökologischen Gleichgewichts. Besonders betroffen ist Südwestdeutschland.

## Nutzung
Für Säugetiere sind sie aufgrund der Triterpensaponine (Phytolaccagenin) und Lectine gering giftig bis giftig. Die Konzentration der giftigen Inhaltsstoffe nimmt wie folgt ab: Wurzel, Blatt, Stamm, Frucht unreif, Frucht reif.
Wegen der Giftstoffe müssen nahrungsmitteltaugliche Produkte der Kermesbeeren behandelt oder entsprechend zubereitet werden. Die Beeren enthalten dunkelroten bis schwarzen Farbstoff aus der Gruppe der Betacyane (Phytolaccarot), ähnlich dem der Roten Bete. Sie wurden früher zum Färben von Rotwein, Likör sowie Gebäck verwendet, wegen der stark abführenden Wirkung wurde dies jedoch verboten. Auch wurde er zum Einfärben von Korbwaren, Wolle, Seide, Leder und für Schminke verwendet. Die Indische Kermesbeere und die Zweihäusige Kermesbeere wurden ebenfalls zum Färben verwendet. Um Wolle fuchsinrot zu färben, wird die mit Alaun oder Weinstein vorgebeizte Wolle in einen mit Essig gesäuerten Extrakt des Farbstoffes getaucht.
Die Blätter haben eine elliptische Form. In Amerika werden junge Blätter der Kermesbeeren (engl. pokeweed) ähnlich wie Spinat zubereitet. Pokeweed wird in den USA auch als polk salad bezeichnet und spielte in der Küche Louisianas früher eine wichtige Rolle. Tony Joe White schrieb darüber den Song Polk Salad Annie, der auch von Elvis Presley gecovert wurde.
Die Sprossen haben spargelähnlichen Geschmack.
Im Jahr 1989 erhielten Aklilu Lemma und Legesse Wolde-Yohannes für ihre profunde Erforschung der Eigenschaften der Endod-Pflanze (Phytolacca dodecandra) als preiswertes Vorbeugungsmittel gegen Bilharziose sowie für ihren Kampf zur Überwindung der Voreingenommenheit der westlichen Medizin gegenüber der Forschung der Dritten Welt den Right Livelihood Award.